# Black Eyes (T-ara)
Albums de T-ara
Breaking Heart
(2010)
Black Eyes est le 2e mini album de T-ara, sorti sous le label Core Contents Media le 11 novembre 2011 en Corée du Sud. Le clip de Cry Cry est un court métrage, il dure 16 minutes, les acteurs Cha Seung Won, Ji Chang Wook et Lee Jae Yong y participent. À la fin du clip on peut entendre un extrait d'une chanson inédite Lovey Dovey, le clip de cette chanson clôturera l'histoire du clip. Elle sera sur la nouvelle version du mini album "Funky Town".

## Liste des titres deBlack Eyes
| 1. | Cry Cry                           | 3:17 |
| 2. | Goodbye, Ok                       | 3:05 |
| 3. | O my god                          | 4:05 |
| 4. | I'm so bad                        | 3:12 |
| 5. | Cry Cry (Ballad ver.)             | 3:18 |
| 6. | Cry Cry (Ballad music video ver.) | 3:12 |

Albums de T-ara
Breaking Heart
(2010)
Funky Town est une nouvelle version du 2e mini album de T-ara, sortie sous le label Core Contents Media le 3 janvier 2012 en Corée. Cette nouvelle version inclut la chanson Lovey-Dovey ainsi qu'un remix de cette chanson et une nouvelle chanson Uri Saranghaetjanha. La chanson Cry Cry (Ballad music video ver.) n'est pas présente sur cette version.

## Liste des titres deFunky Town
| 1. | Lovey-Dovey                           | 3:35 |
| 2. | Uri Saranghaetjanha (우리 사랑했잖아) | 3:34 |
| 3. | Lovey-Dovey (Club Remix Ver.)         | 3:47 |
| 4. | Cry Cry                               | 3:17 |
| 5. | Goodbye, Ok                           | 3:05 |
| 6. | O my god                              | 4:06 |
| 7. | I'm so bad                            | 3:12 |
| 8. | Cry Cry (Ballad ver.)                 | 3:18 |